# Eyliac
Eyliac is een plaats en voormalige gemeente in het Franse departement Dordogne in de regio Nouvelle-Aquitaine en telt 630 inwoners (2005). De plaats maakt deel uit van het arrondissement Périgueux.

## Geschiedenis
Bij de kantonale herindeling van 22 maart 2015 werd Eyliac ingedeeld bij het op die dag gevormde kanton Isle-Manoire. Het kanton Saint-Pierre-de-Chignac, waartoe de gemeente daarvoor behoorde, werd op die dag opgeheven. Op 1 januari 2017 fuseerde de gemeente met Bassillac, Blis-et-Born,Le Change, Milhac-d'Auberoche en Saint-Antoine-d'Auberoche tot de commune nouvelle Bassillac et Auberoche.

## Geografie
De oppervlakte van Eyliac bedraagt 22,9 km², de bevolkingsdichtheid is 27,5 inwoners per km².
De onderstaande kaart toont de ligging van Eyliac met de belangrijkste infrastructuur en aangrenzende gemeenten.

## Demografie
Onderstaande figuur toont het verloop van het inwonertal.
Bassillac · Blis-et-Born · Le Change · Eyliac · Milhac-d'Auberoche · Saint-Antoine-d'Auberoche